# Hunnere
Begrebet hunner er en betegnelse for et centralasiatisk folk med nomadisk og senere halvnomadisk levevis. Man ved ikke ret meget om hunnernes oprindelse, og forskerne diskuterer stadig, hvilket sprog, de talte. I lighed med mange andre nomadefolk efterlod de ingen skriftlige spor, og historikerne må derfor forlade sig på de beskrivelser fra dem, de kom i berøring med, primært Romerriget.
Romerske forfattere omtaler i 1. og 2. århundrede folkeslag med navne, der kunne minde om hunnerne. Fra det 4. århundrede bliver de en vigtig faktor i europæisk storpolitik og i det 5. århundrede har hunnerne deres storhedstid under Attila. Efter hans død går det hastigt tilbage for dem: Deres rige går i opløsning og i de følgende to århundreder har man kun spredte efterretninger om dem. Herefter forsvinder hunnerne ud af historien.

## Oprindelse
Da hunnerne for alvor trådte ind i europæisk historie i det 4. århundrede, blev de indgående beskrevet af den romerske forfatter Ammianus Marcellinus. Deres oprindelse kunne han imidlertid ikke sige andet om, end at de kom fra området på den anden side af det Azovske Hav, "nær det isfyldte ocean".
Den franske historiker Joseph de Guignes udgav i 1748 bogen Mémoire historique sur l'origine des Huns et des Turcs ("Historiske efterretninger om hunnernes og tyrkernes oprindelse"), hvori han fremførte den teori, at hunnerne var identiske med xiongnu-folket, der boede tæt på den kinesiske grænse, og som er flittigt omtalt i kinesiske kilder. De Guignes havde fokus på sammenhængen mellem statsdannelser og interesserede sig mindre for, om hunnerne rent fysisk var efterkommere af xiongnu-folket. Historikerne har hæftet sig ved ligheder i udtalen af folkeslagenes navne, samt hunnernes rolle i at overføre kompositbuer med forstærket greb fra Centralasien til Europa og lighederne mellem de kogekar, man har fundet ved flodbredder. Det drejer sig her om xiongnu-folkets kar fra Ordos og hunniske kogekar fra det nuværende Ungarn. Xiongnu-folket er omtalt fra omkring år 200 f.Kr og boede nordvest for det nuværende Kina. De udgjorde en trussel mod rigets grænser og modtog af samme grund en årlig tribut. Omkring år 50 mistede de deres magt, og kun spredte grupper blev tilbage nord for Kina. Historikeren J.B. Bury støttede xiongnu-teorien og mente, at hunnerne var fordrevet fra Centralasien, i forbindelse med at Rouran-riget (som han kalder "zhu-zhu") ekspanderede.
Andre historikere har sået tvivl om xiongnu-teorien. For eksempel praktiserede hunnerne kunstig kraniedeformation, og det gjorde xiongnu-folket ikke. Derfor hælder flere historikere til en teori om, at hunnerne snarere er opstået som en koalition af stammer fra stepperne. Østrigeren Walter Pohl udtrykker det således: Det eneste vi med sikkerhed kan sige er, at navnet hunnerne i senantikken (4. århundrede) blev brugt til at beskrive herskende grupper af steppekrigere med høj prestige. Historikeren Peter Heather skriver: Forfædrene til vores hunner i Europa i det 4. århundrede kunne godt have været en del af xiongnu-konføderationen i det 1. århundrede, uden at være det "rigtige" xiongnu-folk. Selv om vi etablerer en slags forbindelse mellem hunnerne i det fjerde århundrede og xiogngnu i det første, så er der løbet vældig meget vand under vældig mange broer i form af trehundrede års tabt historie.

## Historie

### Hunnerne i det 4. århundrede
Den græske videnskabsmand Ptolemæus omtaler i sin Geographia et folk nord for Sortehavet, der kaldes "Chuni". Dette er af nogle historikere opfattet som en henvisning til hunnerne, men Geographia er skrevet omkring år 160, og nutidens historikere placerer hunnerne meget længere mod øst på det tidspunkt.
Omkring år 370 krydsede hunnerne Volga og strømmede ind i de områder, der hidtil havde været beboet af alanerne. En stor del af alanerne flygtede vestpå, og de dukkede op igen ved Rhinen som deltagere i Rhinovergangen i 406. De øvrige alaner måtte underkaste sig hunnerne, og de tog del i hunnernes næste bevægelse mod vest - cirka år 375 - hvor greutungerne blev angrebet. Greutungerne var den ene af de to store gotiske sammenslutninger - den anden var tervingerne. Senere slog de forskellige gotiske grupper sig sammen som ostrogoter og visigoter. Heather skriver, at det tilsyneladende kun var mindre hunniske styrker, der angreb greutungerne. Hunnerne havde imidlertid følgeskab af så mange alaner, at greutungerne ikke i længden kunne modstå dem, og efter kong Ermanariks død trak de sig tilbage til floden Dnestr, som dannede grænsen til tervingerne. Tervingerne - under kong Athanarik - var heller ikke i stand til at modstå det alansk-hunniske pres og måtte trække sig tilbage mod Donau, hvor deltagere fra begge gotiske grupper forsøgte at få en aftale med romerne om bosættelse på den romerske side af floden. Der var tale om mindre grupper hunner, og hovedparten af dem slog sig tilsyneladende ned nord for Sortehavet omkring floderne Don og Volga. Hunnerne havde imidlertid igangsat en kædereaktion, der fik omfattende følger for folkeslagene i Europa. Biskop Ambrosius af Milano skrev omkring 380:"Hunnerne kastede sig over alanerne, alanerne over goterne, og goterne over taifalerne og sarmaterne ... og det er ikke slut endnu." Senere i 380'erne har man efterretninger om, at hunnisk-alanske tropper er gået i romersk tjeneste som lejesoldater, men det drejede sig fortsat om mindre grupper.
Den første konfrontation mellem hunnerne og det romerske rige kom i 395. Tidspunktet var velvalgt for hunnerne: Der var i 393-394 oprør mod kejser Theodosius, og felthæren fra de østlige provinser var sendt til Norditalien for at indgå i kejserens styrker. De hunniske angribere forcerede Kaukasus-bjergene og strømmede plyndrende ned gennem Armenien og angreb bosættelser i såvel Romerriget som det Persiske rige. Hunnerne kom vidt omkring, men kunne ikke indtage de største, befæstede byer som Antiochia, Edessa (Şanlıurfa) og den persiske hovedstad Ctesiphon. Først i 398 nåede en romersk hær frem, og da havde hunnerne indledt hjemturen. Det massive plyndringstogt fik blandt andet den effekt, at perserne befæstede passet ved Darial i Kaukasus og udstationerede styrker i fæstningen. Som noget hidtil uset gik Romerriget med til at betale en del af anlægget, da det helt klart var i begge parters interesse at forhindre nye angreb.

### Hunnerne i det 5. århundrede

#### Før Attila: 400-437
I 400-401 kom de første beviser for, at en gruppe hunner var nået frem til området ved Donaus udmunding i Sortehavet direkte ved grænsen til det Østromerske rige. Den gotiske general Gainas havde forladt Konstantinopel i 400, da først folkestemningen og derefter kejseren vendte sig mod ham. Hans udmarch blev til flugt, og da han søgte mod Donau, stødte han sammen med hunnere, der var ledet af høvdingen(kongen) Uldin. Gainas blev overvundet, og Uldin sendte hans afhuggede hoved som gave til kejser Arcadius i Konstantinopel.
Lige efter år 400 ser det ud som om, hovedparten af hunnerne indledte en ny flytning mod vest, og dermed begyndte en kædereaktion, der svarede til den i 375-376. Hunnerne havde brug for store græsningsarealer til deres kvæg og heste, og det havde de haft nord for Sortehavet. Imidlertid fandtes der et tilsvarende steppeområde i det nuværende Ungarn, og det havde den fordel, at det var tættere på Romerrigets rigdomme. I begyndelsen af 400-tallet var det primært beboet af gotere, og de kom nu under pres. Man ved, at en stor del af den gotiske befolkning under ledelse af Radagaisus valgte at forcere Donau, og de hærgede i Norditalien i 405. I slutningen af 406 gik store befolkningsgrupper af vandaler, sveber og alaner over Rhinen med kurs mod Gallien (Frankrig). Det vestromerske rige, ledet af Stilicho, fik nedkæmpet Radagaisus, blandt andet ved at hyre Uldins hunner som lejetropper, men Rhinovergangen fik voldsomme følger og indebar, at de nævnte folkeslag i de følgende årtier var i stand til at opholde sig inden for rigets grænser. Begge romerske riger var svækket, og i 408 tog Uldin chancen, og gik over Donau og besatte det østromerske fort Castra Martis (i den nuværende provins Vidin i Bulgarien). Han forlangte så store beløb for at trække sig tilbage, at østromerne i stedet valgte at bestikke hans undergivne, samtidig med at de udrustede en hær. Da de østromerske tropper nåede frem, faldt Uldins hær fra hinanden. Han flygtede, og man hørte ikke mere til ham.
Historikerne diskuterer stadig, hvornår hunnerne nåede frem til de ungarske stepper i større tal. Peter Heather argumenterer for, at det skete allerede omkring år 410, og baserer det blandt andet på, at der i 412 i Konstantinopel blev givet ordre om at styrke de østromerske flådestyrker på Donau, og at selve Konstantinopel i disse år blev beskyttet med kraftige mure, hvilket kunne være en reaktion på de nye magtforhold nord for grænsen. Et andet argument for denne datering er Olympiodorus af Thebens diplomatiske mission til hunnerne i 412. Han sejlede fra Konstantinopel, men baseret på en oplysning om, at han efter en storm søgte ly i Athen, ser Peter Heather det som bekræftelse på, at sejlturen gik til Adriaterhavet og Aquileia, hvorfra der var gode vejforbindelser til stepperne bag Donau. Hunnerne havde på dette tidspunkt endnu ingen egentlig konge, men i stedet et hierarki af høvdinge.
Det vestromerske rige fik i denne periode også mere kontakt med hunnerne, og man udvekslede gidsler (ofte børn) for at fastholde fredelige relationer. Således var romeren Aëtius gidsel hos hunnerne cirka 411-414, og ud over at lære hunnernes sprog knyttede han nyttige kontakter. Aëtius blev senere højtstående embedsmand hos kejser Johannes, og da Johannes var truet af en østromersk hær i 424, blev Aëtius sendt til hunnerne efter lejetropper. Da lejehæren ankom til Italien i 425, var Johannes imidlertid afsat og henrettet, og Aëtius brugte i stedet tropperne til at forhandle en løsning, hvor han blev general under den nye kejser, mens hunnerne blev sendt hjem mod passende betaling. I 432 havde Aëtius på ny brug for hunnerne. Han havde tabt et slag mod sin rival Bonifacius, og rejste derfor til det hunniske hof for at få lejetropper. Det lykkedes, og med sine hunniske soldater kunne Aëtius i 433 definitivt overtage positionen som den stærke mand i det vestromerske rige.
Det østromerske rige havde ligeledes en stærk interesse i at opretholde fredelige forbindelser med hunnerne, og fra omkring år 430 blev der betalt en årlig ydelse på 350 pund guld til hunnerne i et forsøg på at bevare freden.
Man ved ikke, hvornår det lykkedes en af de ledende hunniske familier at få monopol på den politiske magt, men i slutningen af 420'erne var magten koncentreret hos de to brødre Rugila og Octar. Da Octar døde omkring 430, blev Rugila enehersker, og det var netop ham, Aëtius søgte hjælp hos i 432. Rugila nævnes stadig i kilderne i efteråret 435, men han må være død i løbet af de næste par år, hvorefter magten gik videre til et andet brødrepar, nemlig sønnerne af hans bror Mundzuk. I det vestromerske rige registrerede man magtskiftet, og sendte i foråret 438 diplomater til de nye konger, Attila og Bleda.

#### Attila: 438-453
De to nye konger gik straks i gang med at genforhandle den eksisterende aftale med det Østromerske rige. Forhandlingerne foregik uden for byen Margus (det nuværende Požarevac i Serbien) i vinteren 439. Den østromerske embedsmand og historiker Priscus, der senere besøgte Attilas hof, fortæller, at hunnerne insisterede på at forhandle siddende på deres heste - alt andet var umandigt. Da romerne ikke ville sidde lavere end hunnerne, måtte de også til hest. Traktaten indebar, at den årlige betaling blev fordoblet til 700 pund guld, at der blev aftalt løsesum for romerske fanger hos hunnerne, at hunnerne fik adgang til visse romerske markeder og at fremtidige flygtninge fra hunnerne skulle sendes retur, hvis de nåede ind på romersk område. Attila og Bleda havde imidlertid fået blod på tanden, og deres timing var oplagt: En stor del af den østromerske felthær var i 440 blevet sendt til Sicilien for at forberede en invasion af Nordafrika, hvor vandalerne havde sat sig fast. En fælles øst- vestromersk invasion skulle erobre de rige provinser tilbage, og der var derfor relativt fri bane på Balkan. Kort efter - Heather tidsfæster det til vinteren 440-441 - opfandt hunnerne en anklage mod biskoppen af Margus. Han blev beskyldt for at have krydset Donau og plyndret en hunnisk høvdingegrav. Den skrækslagne biskop slap ud af klemmen mod til gengæld at åbne byens porte for hunnerne. Efter at have skaffet sig dette støttepunkt på den romerske side af Donau, indledte hunnerne et regulært felttog mod sydøst, langs romernes gamle hærvej gennem Balkan. De erobrede Viminacium (nær nutidens Kostolac i Serbien) og derpå den vigtige by Naissus (Niš) i 442. Normalt var de "barbariske" invasionshære ikke i stand til at erobre store, befæstede byer - bortset fra at sulte dem til underkastelse - men hunnerne havde tilegnet sig viden om belejringsmaskiner, og havde bygget deres egne. Hermed var det lykkedes hunnerne at forrykke den strategiske balance, idet romernes herredømme over landområder i høj grad var baseret på befæstede byer, som kunne modstå ethvert angreb fra omkringboende stammer. Østromerne var nu parate til en genforhandling af traktaten. I 442-443 blev der lavet en ny aftale, hvor den årlige betaling til hunnernes blev sat yderligere op, og fra 443 var der igen fred på Balkan.
I 444 eller 445 døde Bleda under en jagt. De samtidige kilder nævner ikke noget om, at Attila var indblandet i dødsfaldet, men mange senere historikere hælder til denne opfattelse.
I det Østromerske rige oprustede man. Felthæren var kommet tilbage fra Sicilien, og i september 443 blev der udsendt en forordning om, at alle fæstningsanlæg skulle repareres og antallet af mænd i garnisionerne skulle bringes op på de aftalte styrkemål. Man vurderede, at Attila havde nok at se til med at fastholde positionen som enehersker efter broderens død, og østromerne følte sig derfor stærke nok til at se stort på de årlige betalinger til hunnerne. Svaret fra Attila kom i 447. Med en stor invasionshær gik han over Donau og de romerske fæstningsbyer faldt én efter én. Ved floden Utus (nu Vit) i det nuværende Bulgarien tørnede hunnerne sammen med den romerske felthær på Balkan og besejrede den. Herefter var vejen åben mod syd til Konstantinopel, og de mellemliggende byer blev næsten alle erobret og plyndret. Endnu en østromersk hær blev slået, ikke langt fra Konstantinopel, men byens mure var trods alt for stor en udfordring for hunnerne, så i stedet indledte de et plyndringstogt sydpå i det nuværende Grækenland. Kejser Theodosius 2. så ingen anden udvej end at bede om fred, og i fredstraktaten gik østromerne med til at betale 6.000 pund guld, som havde været tilbageholdt, samt 2.100 pund guld årligt.
I slutningen af 440'erne gik Attila i gang med at forberede krig mod det Vetstromerske rige. Forholdet til romernes magthaver, Aëtius, havde været godt i mange år, men nu var der ikke meget mere at plyndre mod øst, så Attila vendte blikket vestpå. I 448 gav han asyl til nogle oprørsledere fra Gallien, hvis hære var nedkæmpet af Aëtius, og i 449 truede han vestromerske udsendinge med krig, fordi en romersk købmand havde beholdt noget guld, som Attila mente at have plyndret sig til. I 450 modtog Attila et brev fra kejser Valentinian 3.'s søster Honoria. Hun bad om hjælp til at undgå et tvangsægteskab, og sendte oven i købet en ring. Attila tog det som et ægteskabstilbud og forlangte halvdelen af det Vestromerske rige som medgift. Senere i 450 støttede Attila en anden kandidat til kongetitlen over de ripuariske frankere end ham, Aëtius ønskede på tronen. Selv om Attila truede med at invadere Italien for at få ægteskab og medgift, så var hans fokus rettet mod Gallien, og han lod skrive breve til goterne i Gallien, hvori han opfordrede dem til oprør mod romerne. I foråret 451 satte den hunniske invasionshær sig i bevægelse, og overskred Rhinen i nærheden af Koblenz. Byerne Metz og Trier blev erobret og plyndret, og hunnerne satte derefter kurs mod Orléans og indledte en belejring. Hunnernes hær bestod - foruden hunner - af folkeslag de havde overvundet eller allieret sig med. Det Vestromerske rige sendte en undsætningshær med Aëtius i spidsen, og han havde også hjælpetropper med i form af visigoter (anført af deres konge, Theoderik) og burgunder. Hunnerne afbrød belejringen af Orléans og de to hære stødte sammen i slaget ved Chalons i juni 451. Kampen endte med, at hunnerne måtte trække sig tilbage, og det siges, at Attila overvejede selvmord i sin vognborg. Aëtius fulgte imidlertid ikke op på sejren, og hunnerne kunne foretage et ordnet tilbagetog over Rhinen.
Attila kom hurtigt over tilbageslaget i Gallien, og i 452 var hunnerne klar til en ny offensiv, denne gang mod Italien. Én efter én blev de rige norditalienske byer belejret og plyndret: Aquileia, Padua, Mantua, Vicenza, Verona, Brescia, Bergamo og Milano. For at frelse Rom drog Pave Leo 1. i spidsen for en delegation til hunnerne. Selv om Vatikanets historikere gerne vil give paven æren for at have fået Attila på bedre tanker, er sandheden mere prosaisk: Italien havde været ramt af misvækst i 451, og i 452 var det ikke meget bedre. Der var udbredt mangel på fødevarer, og den hunniske hær, der for længst havde brugt sine forråd, havde svært ved at finde mad. Der var sygdom blandt dem, og dertil kom nyheden om, at den nye østromerske kejser, Marcian, havde sendt en hær over Donau for at plyndre hunnernes hjemland. Endnu en gang valgte Attila at trække sig tilbage.
I foråret 453 var Attila i fuld gang med at forberede en ny offensiv. Han havde dog tid til at gifte sig igen, og på bryllupsnatten forblødte han efter at have sprængt et blodkar.

#### Hunnerrigets undergang
Attilas død udløste en magtkamp mellem hans sønner Ellac, Dengizich og Ernakh. Mens hunnerne var optaget af indbyrdes strid, gjorde gepiderne oprør mod dem, ledet af Arderic. Ellac havde vundet magtkampen blandt brødrene, og han var i spidsen for den hær, der skulle bringe gepiderne og deres allierede tilbage under hunnisk dominans. De to hære kæmpede ved floden Nedao i Pannonien (nuværende Ungarn) i 454. Ellac faldt i slaget og hunnerne måtte opgive overherredømmet over gepider og flere andre folkeslag i området. De øvrige brødre forsøgte i løbet af 450'erne og 460'erne flere gange at genoprette overherredømmet, men uden held, og i takt med at flere folkeslag faldt fra, måtte hunnerne trække sig tilbage til området nord for Donaus udløb i Sortehavet. I 467-68 forsøgte Dengizich et angreb over Donau mod det Østromerske rige, men han blev overvundet i 469, og hans hoved sendt på en stage til Konstantinopel. Dermed var det slut på det hunniske rige. De overlevende hunner, der havde været med Dengizich, fik lov til at slå sig ned i det nuværende Dobrogea som østromerske undersåtter. Broderen Ernakh fik med sine tilhængere på samme måde lov til at slå sig ned syd for Donau i det nuværende Bulgarien. Der var kun tale om mindre grupper hunnere, og til gengæld for at få asyl i det østromerske rige, måtte hunnerne betale for deres ophold og levere soldater til den romerske hær. Kilderne nævner hunniske lejesoldater under krigene mod vandaler og ostrogoter i 533 og 538. Hunnerne på Balkan sluttede sig tilsyneladende til avarerne, og de deltog i belejringen af Konstantinopel i 626.
Herefter forsvinder hunnerne ud af historien. Man kan finde senere henvisninger til "hunner" i historieskrivningen i middelalderen, men det drejer sig typisk om, at forfatteren opfatter folkeslag, der bor i det gamle hunniske rige, som "hunner", uanset hvad folket selv kaldte sig.

## Udseende og skikke
Når man læser beretninger om hunnerne, må man hele tiden have i baghovedet, at de er skrevet af hunnernes modstandere (hunnerne var selv analfabeter), og man vil derfor lede forgæves efter rosende omtale af deres væsen og udseende. Goteren Jordanes, der skrev i 551 i Italien - omkring 100 år efter hunnerigets undergang - omtaler hunnerne som "en vild race, der i begyndelsen boede i sumpene, en forkrøblet, ildelugtende og splejset stamme, knapt menneskelig, og uden et sprog, bortset fra noget, der kun svagt mindede om menneskelig tale."
| Citat | De fik deres fjender til at flygte i rædsel, fordi deres mørklødede fremtoning var frygtindgydende, og de havde, hvis jeg må kalde det sådan, en slags uformelig klump, ikke et hoved, med noget, der mere lignede nålehuller end øjne. Deres hårdhed fremgår tydeligt af deres vilde udseende, og de er væsener, som er brutale mod deres børn fra den dag, de er født. For de skærer i drengenes kinder med et sværd, sådan at de, inden de kan modtage føde fra mælk, må lære at udholde kvæstelser. På den måde vokser de op skægløse, og deres unge mænd er utiltalende, fordi et ansigt, furet af sværdet, ødelægger med sine ar et skægs naturlige skønhed. De er korte af vækst, har hurtige bevægelser, er dygtige ryttere, har brede skuldre, er trænet i brugen af bue og pil og har en kraftig hals, som de altid strækker i stolthed. Skønt de lever som mennesker, har de samme grusomhed som vilde dyr. | Citat |
|       | |       |

Med hensyn til behandlingen af børn ved man, at hunnerne benyttede kraniedeformation, og at denne skik smittede af hos nogle af de folkeslag, der blev overvundet. Derimod er nutidens historikere generelt enige om, at Ammianus havde fået forkert fat på historien om ansigtssårene. På samme måde som hos andre folkeslag, var det almindeligt, at de hunniske mænd skar sig selv i ansigtet, så de kunne "græde blod", når deres slægtninge eller høvdinge døde.
Med hensyn til Attilas udseende, kan Jordanes genfortælle beskrivelsen fra diplomaten Priscus, der besøgte Attilas hof: "Han var lavstammet, med bred overkrop og et stort hoved. Hans øjne var små, hans skæg tyndt og gråsprængt, og han havde en flad næse og solbrændt hud, der vidnede om hans afstamning."

## Sprog
Der er skrevet meget om hunnernes sprog, og der er opkastet adskillige teorier om dets oprindelse og tilhørsforhold. En del mener, at det er et tidligt tyrkisk sprog. Problemet med tolkningerne er, at Priscus og Jordanes kun har omtalt nogle få navne, samt tre ord fra det hunniske sprog. Navnenes betydning tolkes ikke i kilderne og de tre ord (medos, kamos, strava) kan ikke umiddelbart knyttes til tyrkisk. Flere forskere betegner derfor de fremsatte teorier som "spekulative". På den basis konkluderer Heather, at vi rent faktisk ikke ved, hvilket sprog hunnerne talte. Derimod ved man, at sproget ved hoffet - i takt med hunnerrigets øgede betydning - i stigende grad gik over til at være gotisk, da mange af de erobrede folk (og deres repræsentanter ved hoffet) forstod dette germanske sprog. Heather henviser også til Maenchen-Helfen, der skriver, at de hunniske ledere formentlig både har haft et gotisk/germansk og et hunnisk kaldenavn. Således betyder Attila "lillefar" på gotisk, en diminutiv af atta (= far). Det tilsvarende navn Ætla blev på den tid båret af flere biskopper i Dorchester.

## Samfund

### Styreform
Da hunnerne første gang dukker op i de romerske beskrivelser i det 4. århundrede, omtales de som "et folk uden konger, men med skiftende ledere." Meget tyder på, at de stadig opererede i mindre grupper uden central styring. Det er også betegnende, at man ikke har kendskab til navne på konger eller høvdinge - der har været for mange af dem, og de har hver især ikke haft den store indflydelse. Samlingen af hunnerne ser ud til at være begyndt omkring år 400, og det første eksempel på en stor hunnisk styrke, der er registreret, er den hær, der plyndrede i Armenien og Mellemøsten fra 395. Som tidligere nævnt, kan man i 420'erne konstatere, at magten over hunnerne - og dermed også deres allierede - er blevet samlet hos en enkelt familie. Magten forblev hos denne familie eller klan indtil Attilas sønner døde eller blev romerske undersåtter. Selv om Attila kontrollerede mange folkeslag og store landområder, blev der ikke oprettet nogen centraladministration efter romersk eller orientalsk forbillede. Hans administration bestod af en sekretær, som Aëtius havde sendt til ham, samt en romersk fange, der blev brugt til at skrive breve på latin og græsk. De overvundne folkeslag blev holdt i snor med trusler og repressalier, samt lejlighedsvis andel i byttet fra felttog og plyndringstogter. Desuden sørgede Attila for, at de enkelte folkeslag aldrig havde én central leder, men derimod flere sideordnede høvdinge. Det var en styreform, hvis effektivitet afhang af evnerne hos den regerende konge, og her ses også en forklaring på, hvordan riget kunne gå så hurtigt i opløsning efter Attilas død.

### Militær
Hunnernes militære fremgang kan ikke henføres til, at de var mange. Peter Heather anslår krigernes antal omkring år 400 til mellem 10 og 20 tusind ryttere. De var derfor ikke numerisk overlegne i forhold til for eksempel goterne, og alligevel vandt de over dem. Svaret ligger i deres våbenteknologiske overlegenhed. De fleste af deres våben svarede til modstandernes: På mellemdistancen kunne de også anvende spyd, i nærkamp lange ryttersabler, og når fjenderne flygtede, var hunnerne ferme til at indfange dem med lassoer. På større afstande var de derimod suveræne: Hunnerne havde videreudviklet den asiatiske kompositbue. I sin grundform bestod buen af træ og dyresener holdt sammen af en speciel lim. I enderne og på midten var den forstærket med horn, typisk fra bøfler. Hunnernes videreudvikling bestod i at sætte flere hornstykker på buen og i at gøre den længere. Når man sidder på en hest, vil der være en begrænsning nedad og indad mod hesten. Det problem løste hunnerne ved at gøre buen asymmetrisk, så den var længere foroven end forneden. Det krævede nogen korrektion med sigtet, men gav til gengæld en langtrækkende bue. Hunnerne havde ikke stigbøjler, men problemet med at sidde fast i sadlen, når buens skulle spændes og pilen affyres, løste de ved at lægge høje kraftige træsadler på hestene, så rytteren kunne låse sig fast med benene. Hunnerne kunne dermed uskadeliggøre de ubeskyttede gotere på 150-200 meters afstand og de jernklædte alanske katafrakter på 75-100 meters afstand, uden at de kunne gøre gengæld. Det gav hunnerne en taktisk overlegenhed, som de udnyttede til fulde.
I takt med at hunnerne undertvang de omkringboende folkeslag, stillede de krav om, at de overvundne skulle stille med soldater til hunnernes felttog. Hermed kunne de skabe så store hære, at selv de kampvante romerske legioner og deres forbundsfæller tabte adskillige slag mod dem. Den sidste brik i puslespillet var evnen til at konstruere belejringsmaskiner, og den betød at hunnerne kunne tvinge det østromerske rige til at bede om fred - og til at betale årlig tribut - i 440'erne.
Hunnernes militære overlegenhed i forhold til romerne og de største omgivende folkeslag, var helt afhængig af Attilas evne til at holde sammen på riget. Da han døde, og den interne magtkamp brød ud, blev hæren reduceret. Vasallerne faldt fra i hurtig rækkefølge, og dermed var hunnernes militære overlegenhed forbi. På trods af deres avancerede buer var de simpelthen for få.

## Økonomi
Hunnerne var nomader (eller halvnomader). Peter Heather sammenligner deres livsform med nomaderne fra Kazakstan i 1920'erne. Man havde heste, kvæg, får og geder, og græsningsmulighederne var altafgørende. Om vinteren var nomaderne på steppen, men om sommeren var der for tørt, og så flyttede de omkring 75 km væk til højlandet, hvor der var græsningsmuligheder om sommeren, men for koldt om vinteren. De dyrkede også visse afgrøder, men handlede ellers med omkringboende agerdyrkende folk, der fik ost, yoghurt, huder og dyr - eller slap for at blive overfaldet. Med de to årlige flytninger var eksistensgrundlaget i balance. Man kan derfor spørge, hvorfor hunnerne begyndte at bevæge sig mod vest. Hunnerne kan være presset af andre folkeslag, og man kan også forestille sig, at den klimaændring, der medførte en varmeperiode i Europa omkring år 400, kan have påvirket hunnernes græsningsmuligheder. Endelig - og det er Heathers bedste bud - kan det også have spillet en rolle, at rygtet om Europas og Nærorientens rigdomme kan have ansporet til flytning. I takt med, at hunnerne bevægede sig mod vest, kom guld til at betyde meget mere i deres økonomi, men de var stadig afhængige af græsningsmuligheder for deres dyr - især hestene - og det ses i deres valg af det nuværende Ungarn som centrum for det hunniske rige i det 5. århundrede.

## Eftermæle
Hunnerne er omtalt af samtidige romerske historieskrivere som Ammiatus og Pricus. Noget af materialet er gået tabt, men kan genfindes hos Jordanes, der beskriver hunnerne indgående i bogen Getica om goterne, fra omkring 551.
Blandt de germanske stammer levede mindet om Attila og hunnerne i første omgang videre som en mundtlig tradition. Beretningerne skrives første gang ned i Tyskland omkring år 1200 i form af Nibelungenkvadet. Det handler blandt andet om hunnernes deltagelse i kampen mod burgunderne.
I Norden er de ældste sagaer med omtale af hunnerne nedskrevet i slutningen af det 13. århundrede som Vølsunge sagaen, hvor Det Kongelige Bibliotek har det eneste bevarede eksemplar. Det er dateret til omkring år 1400, og Attila omtales her som Atle. Vølsunge sagaen har afsnit om hunnernes sejre over franker og burgunder, mens en anden nordiske saga, Sagaen om Hervarar og Kong Heidrek, omtaler kampene mellem goter og hunner.
I Ungarn levede fortællingerne om hunnerne videre, og i middelalderen knyttes de til kongeriget Ungarns historie i værker som Gesta Hunnorum et Hungarorum (Hunnernes og ungarernes bedrifter), der er skrevet i 1280'erne. Her kædes Attilas slægt ved hjælp af en fantasifuld stamtavle sammen med den senere magyarske herskerslægt i Ungarn.
Erindringen om hunnerne blev også fastholdt i middelalderen i form af drengenavne i Europa. I sin oprindelige form betød navnet Hunfredus "Hunnerfred", dvs. "den, der fremmæglede fred med hunnerne". Normannerne tog det gammelfranske drengenavn Hunfroi med til England, hvor det forvandledes til Humphrey, og i Italien til Umberto.
I det 20. århundrede blussede brugen af hunner-henvisninger op, første gang den 27. juli 1900. Under bokseropstanden i Kina, gav den tyske kejser Wilhelm 2. ordre til, at oprørerne skulle behandles nådesløst: "Lige som hunnerne for 1000 år siden, under deres konge Attila skabte sig et navn, der stadig giver genlyd i overleveringerne, sådan vil navnet Tyskland i Kina blive så kendt, at ingen kineser vover at kaste så meget som et blik på en tysker." Det var altså tyskerne selv, der lavede koblingen til hunnerne, og da 1. verdenskrig brød ud, var den allierede propaganda ikke sen til at omtale tyskerne som "hunnerne". Den franske sangskriver Theodore Botrel beskrev den tyske kejser som "En Attila, samvittighedsløs", der styrede sine "kannibalske horder". Under 2. verdenskrig dukkede koblingen til hunnerne op igen, men slet ikke i samme omfang. Et eksempel er Winston Churcills radiotale i april 1941: "Der er færre end 70 millioner ondsindede hunner - nogle af dem kan omvendes, andre må ombringes, og de fleste af dem er allerede optaget af at undertrykke østrigere, tjekker, polakker og mange andre gamle folkeslag, som de nu plager og plyndrer."